# Eliana Tidhar

Eliana Tidhar

Eliana Tidhar (hebräisch אליאנה תדהר; * 24. August 1992 in Tel Aviv, Israel) ist eine israelische Schauspielerin und Sängerin.

## Biografie
Tidhar wurde am 24. August 1992 in Tel Aviv geboren. Ihr Debüt gab sie 2012 in der Fernsehserie Galis. Anschließend spielte sie 2014 in Galis: The Journey to Astra die Hauptrolle. Danach war sie 2016 in Galis: Connect zu sehen. Im selen Jahr trat sie in der Serie Oboy auf.
2017 wurde sie für den Film Zechut HaShtika gecastet. Von 2018 bis 2019 setzte Tidhar ihre Karriere in Forever fort. Ihre nächste Hauptrolle bekam sie in Image of Victory. 2022 bekam sie eine Rolle in HaSipur Shelanu.

## Filmografie
Filme
- 2014: Galis: The Journey to Astra
- 2016: Galis: Connect
- 2016: Arba Al Arba
- 2017: Zechut HaShtika
- 2021: Image of Victory
- 2022: HaSipur Shelanu

Serien
- 2012: Galis
- 2016: Oboy
- 2018: Le'Heir et Ha'dov
- 2018–2019: Forever
- 2019: Hakol Tom

## Diskografie

### Kollaborationen
- 2015: לוקחים את הזמן (בהופעה חיה) (mit Lee Biran & Roni Daloomi)

### Singles (Auswahl)
- 2011: הילדים של העתיד (mit Tuval Shafir)
- 2019: בלעדיך (mit Lee Biran)
- 2020: ממכר
- 2021: אהבה עיוורת